# Charlotta Alm
Gustafva Charlotta Alm, senare Pfeiffer, född 17 februari 1805, död 29 december 1845, var en svensk ballerina.  
Hon var elev vid Kungliga Baletten 1817-23, figurant 1823-25 och premiärdansös 1825-37.  Hon uppmärksammades för sin skönhet och betecknades på 1830-talet som en av balettens ledande dansöser jämsides med Sophie Daguin, Carolina Granberg och Adolfina Fägerstedt.  
Bland hennes roller fanns en av de tre gracerna i Kärleken och gracerna tillsammans med Gustafva Calsenius och Carolina Brunström mot Sophie Daguin som Venus, Charlotte Lindmark som Amor, Per Erik Wallqvist som Apollo och Charles Holm som herden; Aenonone i Louis Duports pantomimbalett ”l’Hymen de Zéphire” mot Per Erik Wallqvist som Zéphire, Anders Selinder som Apollo, Carl Wilhelm Silfverberg som Mirtill, Sophie Daguin som Flora, Adolfina Fägerstedt som Silvia och Charlotte Lindmark som Kärleken; hon uppträdde även i baletten till Fra Diavolo mot Daguin, Fägerstedt, Wallqvist, Selinder och Silfverberg 1832. 
Hon gifte sig 1832 med skådespelaren Carl Johan August Pfeiffer (1802-1863), som 1831-46 var aktör och sångare vid Dramaten och Operan.